# Évora de Alcobaça
Évora de Alcobaça es una freguesia portuguesa del concelho de Alcobaça, con 42,32 km² de área y 4 788 habitantes (2001). Densidad de población: 113,1 hab/km².

## Lugares dafreguesia
- Acipreste
- Alto da Azul
- Arieiro
- Bacharela
- Baldio
- Boisias
- Cabeço Deus
- Cabeço dos Carris
- Capuchos
- Carris
- Casal da Amada
- Casal da Charneca
- Casal da Costa
- Casal da Ortiga
- Casal do Abegão
- Casal do Pereiro
- Casal Pinheiro
- Casal Vicentes
- Cortiçada
- Covas de Mendalvo
- Cruz das Mós
- Eiras
- Eiras Velhas
- Figueiras do Entrudo
- Fonte Quente
- Fonte Santa
- Fragosas
- Mendalvo
- Mendalvo Cima
- Moleanos
- Ninho D`Águia
- Pinheiro da Velha
- Pisoeiro
- Poço da Relva
- Portela do Pereiro
- Portela Nova
- Quinta da Caçapa
- Ribeira da Maceira
- Ribeiro do Carrasqueiro
- Seixeira
- Sete Lenços
- Telheiras
- Vale Conqueiro
- Vale das Ripas
- Vales
- Zambujal